# Ypthima budinus
Ypthima budinus är en fjärilsart som beskrevs av Hans Fruhstorfer 1911. Ypthima budinus ingår i släktet Ypthima och familjen praktfjärilar. Inga underarter finns listade i Catalogue of Life.